# 世界華福中心
世界華福中心（英語：Chinese Coordination Centre of World Evangelization，簡稱：CCCOWE），是一個華人基督教跨宗派組織。總部位於香港九龍旺角道19號月圓大廈2字樓。

## 歷史
1974年，聖靈感動70餘位華人教會領袖於「洛桑世界福音會議」(又名：洛桑世界宣教大會)(英語：First International Congress on World Evangelization （页面存档备份，存于）)領受異象，發起「世界華人福音運動」（華福運動）。於1976年8月在香港九龍城浸信會舉辦了第一屆世界華人福音會議。 
因舉辦第一屆世界華人福音會議，故此於1976年成立世界華人福音會議有限公司（英語：Chinese Congress On World Evangelization Limited），為推動第一屆世界華人福音會議，世界華福中心亦在1976年6月起，出版「華福會通訊」(後改為「今日華人教會」)，因此也常有人稱世界華福中心為華福會。大會之後成立常設性的聯絡中心，繼續推動華福運動及定期舉辦世界華人福音會議，所以在1977年3月5日，把世界華人福音會議有限公司改名為世界華人福音事工聯絡中心有限公司（英語：Chinese Coordination Centre Of World Evangelism Limited），在2010年5月28日，縮減為世界華人福音事工聯絡中心（英語：Chinese Coordination Centre Of World Evangelization），在2018年6月13日，簡化為世界華福中心（英語：CCCOWE），並沿用至今。

## 異象
「華人教會，天下一心；廣傳福音，直到主臨」為異象。

推動「世界華人福音運動」(華福運動)，連結世界華人教會共同承擔基督的大使命，把福音傳遍天下。

## 歷任總幹事
世界華福中心總幹事任期為5年，可連任一次。歷任總幹事包括：

- 1976-1986年：王永信牧師
- 1986-1996年：陳喜謙牧師
- 1996-2001年：麥希真牧師
- 2001-2006年：高雲漢牧師
- 2006-2011年：李秀全牧師
- 2011-2021年：陳世欽牧師
- 現任：董家驊牧師[6]

## 會議
世界華福中心曾經舉辦不同類型的福音會議：
1. 世界華人福音會議[7]
2. 基層福音會議
3. 姊妹宣教大會
4. 非洲差傳事工會議
5. 長者事工會議
6. 異象2020全球論壇
7. 國際使命門徒培訓大會
8. 差傳機構主管會議
9. 亞洲華福峰會
10. 全球華人宣教峰會

及其他宣教、祈禱、區域性大會。
因2019冠狀病毒病(縮寫：COVID 19)影響下，2022年度的第十屆世界華人福音會議延期至2026年7月，於原定的地點 (古晉, 馬來西亞) 舉行。

世界華福中心於2020年2月發職場使命門徒運動 （页面存档备份，存于），並舉辦多場圖桌會議、工作坊及週年大會。

## 出版
世界華福中心亦有出版不同的福音書籍及牧養雜誌。

雜誌
1. 今日華人教會(1975-2022年停刊)[10](於2023年末復刊，並更改為年刊）[11]
2. 教牧分享(已停刊)[10](於2023年末合併入今日華人教會年刊）
3. Chinese Around the World

書籍
1. 鐵磨鐵信箱
2. 21世紀基督徒裝備100課
3. 福音出中華 — 華福運動二十一世紀的宣教策略
4. 陌生的鄰舍 — 中國回族研究
5. 華人宣教關顧路 (2022年改為網上電子書 （页面存档备份，存于），供弟兄姊妹免費閱覽)
6. 佈道宣講手冊
7. 我們的世世代代
8. 薪火燎原
9. 健康教會成長要訣

## 外部連結
- 世界華福中心 （页面存档备份，存于）
- 世界華福中心臉書 （页面存档备份，存于）
- 世界華福中心YouTube頻道 （页面存档备份，存于）